# Miguel Zepeda
Miguel Ángel Zepeda Espinoza (Tepic, Nayarit, México, 25 de mayo de 1976) es un exfutbolista mexicano, que jugaba de mediocampista. Actualmente se desempeña como Director deportivo del Club Deportivo Álica FC, de la Liga Premier de México. 

## Trayectoria
Debutó con los Rojinegros del Atlas en 1996, logrando destacarse como uno de los mejores atacantes en el fútbol mexicano y siendo parte de una de las camadas más interesantes que ha tenido el equipo en su historia, jugadores de la talla de Juan Pablo Rodríguez, Daniel Osorno, Mario Méndez, Marco Ballesteros, Fernando Salazar, Erubey Cabuto, y el referente internacional mexicano, Rafael Márquez Álvarez, surgieron en la misma generación y fueron dirigidos por el argentino Ricardo La Volpe. Lograron llevar al Atlas a disputar la final del Verano 1999, que perdieron en tanda de penales ante el Toluca, luego empatar 5-5 en el marcador global (Estadio Jalisco 3-3 y Estadio Nemesio Díez 2-2)
Debido a sus grandes actuaciones con el conjunto atlista, Zepeda fue transferido al Cruz Azul; la expectación era mucha, sin embargo Zepeda nunca pudo tener el mismo rendimiento con el equipo cementero, por lo cual salió del club; a partir de ahí, Zepeda pasó por varios equipos del fútbol nacional, entre ellos, el Morelia, Toluca, Club Santos Laguna, Club América, San Luis FC y los Tiburones Rojos de Veracruz, pero en ninguno tuvo la suerte ni el éxito que había logrado con el Atlas a inicios de su carrera.
Después de dos años de inactividad, Zepeda regresó al Atlas para el Apertura 2009, recuperando poco a poco su nivel y en el Bicentenario 2010 tuvo un inicio impresionante anotando 7 goles en 8 partidos, sin embargo el conjunto atlista lo dio de baja debido a cuestiones de indisciplina como las que tuvo durante toda su carrera. 
De cara al Apertura 2010 fue fichado por los Leones Negros de la Liga de Ascenso de México, jugando pocos minutos. 

## Estadísticas

### Clubes
La siguiente tabla detalla los encuentros disputados y los goles marcados en los clubes en los que militó.
| Atlas F.C. · México |               |               |     |    |    |    |    |     |     |      |      |
| 1.ª | 1996-97       | 5             | 0   | 2  | 0  | -  | -  | 7   | 0   | 0    |      |
| 1.ª | 1997-98       | 28            | 6   | -  | -  | -  | -  | 28  | 6   | 0.21 |      |
| 1.ª | 1998-99       | 42            | 10  | -  | -  | -  | -  | 42  | 10  | 0.24 |      |
| 1.ª | 1999-00       | 35            | 9   | 4  | 2  | 16 | 4  | 55  | 15  | 0.27 |      |
| 1.ª | 2000-01       | 34            | 9   | 4  | 0  | -  | -  | 43  | 9   | 0.21 |      |
| 1.ª | 2009-10       | 20            | 7   | -  | -  | -  | -  | 20  | 7   | 0.35 |      |
| Total club | Total club    | 164           | 41  | 10 | 2  | 16 | 4  | 190 | 47  | 0.25 |      |
| Cruz Azul F.C. · México |               |               |     |    |    |    |    |     |     |      |      |
| 1.ª | 2001-02       | 34            | 11  | 4  | 0  | -  | -  | 38  | 11  | 0.29 |      |
| 1.ª | 2002-03       | 30            | 6   | 4  | 3  | 12 | 3  | 46  | 12  | 0.26 |      |
| 1.ª | 2004-05       | 20            | 7   | -  | -  | -  | -  | 20  | 7   | 0.35 |      |
| Total club | Total club    | 84            | 24  | 8  | 3  | 12 | 3  | 104 | 30  | 0.29 |      |
| Monarcas Morelia · México |               |               |     |    |    |    |    |     |     |      |      |
| 1.ª | 2003-04       | 17            | 2   | -  | -  | -  | -  | 17  | 2   | 0.12 |      |
| Total club | Total club    | 17            | 2   | -  | -  | -  | -  | 17  | 2   | 0.12 |      |
| Deportivo Toluca · México |               |               |     |    |    |    |    |     |     |      |      |
| 1.ª | 2003-04       | 21            | 3   | 3  | 2  | -  | -  | 24  | 5   | 0.21 |      |
| Total club | Total club    | 21            | 3   | 3  | 2  | -  | -  | 24  | 5   | 0.21 |      |
| Santos Laguna · México |               |               |     |    |    |    |    |     |     |      |      |
| 1.ª | 2005-06       | 13            | 3   | -  | -  | -  | -  | 13  | 3   | 0.23 |      |
| Total club | Total club    | 13            | 3   | -  | -  | -  | -  | 13  | 3   | 0.23 |      |
| C. América · México |               |               |     |    |    |    |    |     |     |      |      |
| 1.ª | 2005-06       | 5             | 0   | -  | -  | 4  | 0  | 9   | 0   | 0    |      |
| Total club | Total club    | 5             | 0   | -  | -  | 4  | 0  | 9   | 0   | 0    |      |
| San Luis FC · México |               |               |     |    |    |    |    |     |     |      |      |
| 1.ª | 2006-07       | 8             | 0   | -  | -  | -  | -  | 8   | 0   | 0    |      |
| Total club | Total club    | 8             | 0   | -  | -  | -  | -  | 8   | 0   | 0    |      |
| C.D. Veracruz · México |               |               |     |    |    |    |    |     |     |      |      |
| 1.ª | 2006-07       | 5             | 0   | -  | -  | -  | -  | 5   | 0   | 0    |      |
| 2.ª | 2011-12       | 8             | 2   | -  | -  | -  | -  | 8   | 2   | 0.25 |      |
| Total club | Total club    | 13            | 2   | -  | -  | -  | -  | 13  | 2   | 0.15 |      |
| Leones Negros] · México |               |               |     |    |    |    |    |     |     |      |      |
| 2ª | 2010-11       | 30            | 14  | -  | -  | -  | -  | 30  | 14  | 0.47 |      |
| 2ª | 2011-12       | 11            | 4   | -  | -  | -  | -  | 11  | 4   | 0.36 |      |
| Total club | Total club    | 41            | 18  | -  | -  | -  | -  | 41  | 18  | 0.44 |      |
| Total carrera | Total carrera | Total carrera | 366 | 93 | 21 | 7  | 32 | 7   | 419 | 107  | 0.26 |
| (1)Incluye datos de la Copa México, Pre Pre Libertadores (1999, 2000, 2001 y 2002) e InterLiga (2004). (2)Incluye datos de la Copa Campeones CONCACAF (2006), Pre Libertadores (2000 y 2003) y Copa Libertadores (2000 y 2003). |               |               |     |    |    |    |    |     |     |      |      |

### Selección nacional
| Selección  | Año        | Amistosos | Amistosos | Eliminatorias | Eliminatorias | Mundial | Mundial | Copa Oro | Copa Oro | Copa América | Copa América | Copa Confederaciones | Copa Confederaciones | Total | Total |
| Selección  | Año        | Part.     | Goles     | Part.         | Goles         | Part.   | Goles   | Part.    | Goles    | Part.        | Goles        | Part.                | Goles                | Part. | Goles |
| ---------- | ---------- | --------- | --------- | ------------- | ------------- | ------- | ------- | -------- | -------- | ------------ | ------------ | -------------------- | -------------------- | ----- | ----- |
| México     |            |           |           |               |               |         |         |          |          |              |              |                      |                      |       |       |
| 1999       | 8          | 0         | -         | -             | -             | -       | -       | -        | 4        | 1            | 3            | 2                    | 15                   | 3     |       |
| 2000       | 8          | 3         | 6         | 2             | -             | -       | -       | -        | -        | -            | -            | -                    | 14                   | 5     |       |
| 2001       | 5          | 0         | 4         | 0             | -             | -       | -       | -        | 5        | 0            | -            | -                    | 14                   | 0     |       |
| 2002       | 1          | 0         | -         | -             | -             | -       | -       | -        | -        | -            | -            | -                    | 1                    | 0     |       |
| 2003       | 1          | 0         | -         | -             | -             | -       | 3       | 0        | -        | -            | -            | -                    | 4                    | 0     |       |
| 2004       | 1          | 0         | -         | -             | -             | -       | -       | -        | -        | -            | -            | -                    | 1                    | 0     |       |
| 2005       | 1          | 0         | -         | -             | -             | -       | -       | -        | -        | -            | -            | -                    | 1                    | 0     |       |
| Total club | Total club | 25        | 3         | 10            | 2             | -       | -       | 3        | 0        | 9            | 1            | 3                    | 2                    | 50    | 8     |

## Selección nacional

### Absoluta
Bajo la dirección técnica de Manuel Lapuente, debutó con la Selección mayor de México el 10 de febrero de 1999, en un partido amistoso ante Argentina.
Formó parte de los planteles de la Selección de México que asistieron a la Copa Carlsberg 1999 y 2000, Copa USA 1999, Copa Corea 1999, Copa Confederaciones 1999, Copa América 1999 y 2001 y a la Copa de Oro de la Concacaf 2003; además de disputar varios encuentros de la Clasificación de Concacaf para la Copa Mundial de Fútbol de 2002.
|                    | PJ | Minutos | Gol | Asistencias | Periodo   |
| ------------------ | -- | ------- | --- | ----------- | --------- |
| Selección mexicana | 50 | ND      | 8   | 2           | 1999-2005 |

ND= No disponible 

#### Goles
| Fecha                   | Rival           | Gol | Resultado | Competencia                    |
| ----------------------- | --------------- | --- | --------- | ------------------------------ |
| 17 de julio de 1999     | Chile           |     | 2-1       | Copa América 1999              |
| 4 de agosto de 1999     | Brasil          |     | 4-3       | Copa FIFA Confederaciones 1999 |
| 5 de febrero de 2000    | Japón           |     | 1-0       | Copa Carlsberg 2000            |
| 8 de febrero de 2000    | República Checa |     | 1-2       | Copa Carlsberg 2000            |
| 5 de julio de 2000      | Venezuela       |     | 2-1       | Amistoso                       |
| 3 de septiembre de 2000 | Panamá          |     | 7-1       | Clasificación Mundial 2002     |

#### Partidos internacionales
| Fecha                    | Rival             | Estadio                                         | Resultado | Competencia                     |
| ------------------------ | ----------------- | ----------------------------------------------- | --------- | ------------------------------- |
| 10 de febrero de 1999    | Argentina         | Giants Stadium, East Rutherford                 | 0-1       | Amistoso                        |
| 16 de febrero de 1999    | Hong Kong         | Estadio Hong Kong, Hong Kong                    | 0-0       | Copa Carlsberg 1999             |
| 19 de febrero de 1999    | Egipto            | Estadio Hong Kong, Hong Kong                    | 3-0       | Copa Carlsberg 1999             |
| 11 de marzo de 1999      | Bolivia           | Los Angeles Memorial Coliseum, Los Angeles      | 2-1       | Copa USA 1999                   |
| 13 de marzo de 1999      | Estados Unidos    | Los Angeles Memorial Coliseum, Los Angeles      | 1-2       | Copa USA 1999                   |
| 28 de abril de 1999      | Paraguay          | Estadio Defensores del Chaco, Asunción          | 2-1       | Amistoso                        |
| 16 de junio de 1999      | Croacia           | Estadio Olímpico de Seúl, Seúl                  | 1-2       | Copa Corea 1999                 |
| 18 de junio de 1999      | Egipto            | Estadio Olímpico de Seúl, Seúl                  | 0-2       | Copa Corea 1999                 |
| 30 de junio de 1999      | Chile             | Estadio Antonio Oddone Sarubbi, Ciudad del Este | 1-0       | Copa América 1999               |
| 10 de julio de 1999      | Perú              | Estadio Defensores del Chaco, Asunción          | 3-3       | Copa América 1999               |
| 14 de julio de 1999      | Brasil            | Estadio Antonio Oddone Sarubbi, Ciudad del Este | 0-2       | Copa América 1999               |
| 18 de julio de 1999      | Chile             | Estadio Defensores del Chaco, Asunción          | 1-2       | Copa América 1999               |
| 25 de julio de 1999      | Arabia Saudita    | Estadio Azteca, Coyoacán                        | 5-1       | Copa Confederaciones 1999       |
| 29 de julio de 1999      | Bolivia           | Estadio Azteca, Coyoacán                        | 0-1       | Copa Confederaciones 1999       |
| 1 de agosto de 1999      | Estados Unidos    | Estadio Azteca, Coyoacán                        | 0-0       | Copa Confederaciones 1999       |
| 4 de agosto de 1999      | Brasil            | Estadio Azteca, Coyoacán                        | 4-3       | Copa Confederaciones 1999       |
| 19 de enero de 2000      | Rumania           | Estadio Tecnológico, Monterrey                  | 3-1       | Amistoso                        |
| 5 de febrero de 2000     | Japón             | Estadio Hong Kong, Hong Kong                    | 0-1       | Copa Carlsberg 2000             |
| 8 de febrero de 2000     | República Checa   | Estadio Hong Kong, Hong Kong                    | 1-2       | Copa Carlsberg 2000             |
| 1 de julio de 2000       | El Salvador       | Stade de la Mosson, San Francisco               | 3-0       | Amistoso                        |
| 5 de julio de 2000       | Venezuela         | Estadio Tecnológico, Monterrey                  | 2-0       | Amistoso                        |
| 16 de julio de 2000      | Panamá            | Estadio Rommel Fernández, Panamá                | 0-1       | Eliminatoria Mundialista        |
| 23 de julio de 2000      | Trinidad y Tobago | Queen's Park Oval, Puerto España                | 1-0       | Eliminatoria Mundialista        |
| 15 de agosto de 2000     | Canadá            | Estadio Azteca, Coyoacán                        | 2-0       | Eliminatoria Mundialista        |
| 3 de septiembre de 2000  | Panamá            | Estadio Azteca, Coyoacán                        | 7-1       | Eliminatoria Mundialista        |
| 20 de septiembre de 2000 | Ecuador           | The Home Depot Center, Carson                   | 2-0       | Amistoso                        |
| 27 de septiembre de 2000 | Bolivia           | Spartan Stadium, San José                       | 1-0       | Amistoso                        |
| 8 de octubre de 2000     | Trinidad y Tobago | Estadio Azteca, Coyoacán                        | 7-0       | Eliminatoria Mundialista        |
| 15 de noviembre de 2000  | Canadá            | BMO Field, Toronto                              | 0-0       | Eliminatoria Mundialista        |
| 20 de diciembre de 2000  | Argentina         | Los Angeles Memorial Coliseum, Los Angeles      | 0-2       | Amistoso                        |
| 24 de enero de 2001      | Bulgaria          | Estadio Morelos, Morelia                        | 0-2       | Amistoso                        |
| 31 de enero de 2001      | Colombia          | Los Angeles Memorial Coliseum, Los Angeles      | 2-3       | Amistoso                        |
| 28 de febrero de 2001    | Estados Unidos    | Historic Crew Stadium, Columbus                 | 2-0       | Eliminatoria Mundialista        |
| 7 de marzo de 2001       | Brasil            | Estadio Jalisco, Guadalajara                    | 3-3       | Amistoso                        |
| 25 de marzo de 2001      | Jamaica           | Estadio Azteca, Coyoacán                        | 4-0       | Eliminatoria Mundialista        |
| 11 de abril de 2001      | Chile             | Estadio Tecnológico, Monterrey                  | 2-0       | Amistoso                        |
| 25 de abril de 2001      | Trinidad y Tobago | Queen's Park Oval, Puerto España                | 1-1       | Eliminatoria Mundialista        |
| 16 de junio de 2001      | Costa Rica        | Estadio Azteca, Coyoacán                        | 1-2       | Eliminatoria Mundialista        |
| 20 de junio de 2001      | Honduras          | Estadio Olímpico Metropolitano, San Pedro Sula  | 3-1       | Eliminatoria Mundialista        |
| 12 de julio de 2001      | Brasil            | Estadio Olímpico Pascual Guerrero, Cali         | 1-0       | Copa América 2001               |
| 18 de julio de 2001      | Perú              | Estadio Olímpico Pascual Guerrero, Cali         | 1-0       | Copa América 2001               |
| 22 de julio de 2001      | Chile             | Estadio Hernán Ramírez Villegas, Pereira        | 0-2       | Copa América 2001               |
| 25 de julio de 2001      | Uruguay           | Estadio Hernán Ramírez Villegas, Pereira        | 2-1       | Copa América 2001               |
| 29 de julio de 2001      | Colombia          | Estadio Nemesio Camacho El Campín, Bogotá       | 1-0       | Copa América 2001               |
| 31 de octubre de 2001    | El Salvador       | Estadio Cuauhtémoc, Puebla                      | 4-1       | Amistoso                        |
| 16 de mayo de 2002       | Bolivia           | Candlestick Park, San Francisco                 | 1-0       | Amistoso                        |
| 6 de julio de 2003       | El Salvador       | The Home Depot Center, Carson                   | 2-1       | Amistoso                        |
| 13 de julio de 2003      | Jamaica           | Estadio Azteca, Coyoacán                        | 1-0       | Copa de Oro de la Concacaf 2003 |
| 17 de julio de 2003      | Honduras          | Estadio Azteca, Coyoacán                        | 0-0       | Copa de Oro de la Concacaf 2003 |
| 20 de julio de 2003      | Jamaica           | Estadio Azteca, Coyoacán                        | 5-0       | Copa de Oro de la Concacaf 2003 |
| 31 de marzo de 2004      | Costa Rica        | The Home Depot Center, Carson                   | 2-0       | Amistoso                        |
| 27 de abril de 2005      | Polonia           | Soldier Field, Chicago                          | 1-1       | Amistoso                        |

#### Participaciones en torneos internacionales
| Competencia                    | Categoría | Sede                                 | Resultado    | Partidos | Goles |
| ------------------------------ | --------- | ------------------------------------ | ------------ | -------- | ----- |
| Copa Carlsberg 1999            | Absoluta  | Hong Kong                            | Campeón      | 2        | 0     |
| Copa Corea 1999                | Absoluta  | Corea del Sur                        | Tercer lugar | 2        | 0     |
| Copa USA 1999                  | Absoluta  | Estados Unidos                       | Subcampeón   | 2        | 0     |
| Copa América 1999              | Absoluta  | Paraguay                             | Tercer lugar | 4        | 1     |
| Copa FIFA Confederaciones 1999 | Absoluta  | México                               | Campeón      | 3        | 2     |
| Copa Carlsberg 2000            | Absoluta  | Japón                                | Tercer lugar | 2        | 2     |
| Copa América 2001              | Absoluta  | Colombia                             | Subcampeón   | 5        | 0     |
| Clasificación Mundial 2002     | Absoluta  | Norteamérica, Centroamérica y Caribe | Clasificado  | 10       | 2     |
| Copa Oro CONCACAF 2003         | Absoluta  | Estados Unidos y México              | Campeón      | 3        | 0     |
| Total                          | –         | –                                    | –            | 33       | 7     |

## Palmarés

### Campeonatos internacionales
| Título                           | Club               | Sede                    | Año  |
| -------------------------------- | ------------------ | ----------------------- | ---- |
| Copa FIFA Confederaciones        | Selección Mexicana | México                  | 1999 |
| Copa de Oro de la Concacaf       | Selección Mexicana | Estados Unidos y México | 2003 |
| Copa de Campeones de la CONCACAF | Club América       | México                  | 2006 |

### Otros campeonatos
| Título                | Club  | Sede               | Año  |
| --------------------- | ----- | ------------------ | ---- |
| Pre Pre Libertadores  | Atlas | Estados Unidos     | 1999 |
| Copa Pre Libertadores | Atlas | México y Venezuela | 2000 |

### Distinción individual
| Distinción                                 |
| ------------------------------------------ |
| Citlalli al Mejor Novato del Invierno 1997 |